# Пільграм-гассе (станція метро)
48°11′33″ пн. ш. 16°21′16″ сх. д. / 48.1926° пн. ш. 16.3545° сх. д.
«Пільграм-гассе» (нім. Pilgramgasse) — станція Віденського метрополітену, розміщена на лінії U4 між станціями «Маргаретен-гюртель» і «Кеттенбрюкен-гассе».
Відкрита в 1899 році як станція штадтбану, в 1980 році як станція метро.